# 困った申し出
『困った申し出』(こまったもうしで、仏: La Proposition embarassante、英: The Embarrassing Proposal) は、フランスの画家アントワーヌ・ヴァトーが制作した油彩画である。この題名は、1754年にハインリヒ・フォン・ブリュール伯爵の所有になった時に現れ、ニコラ＝アンリ・タルデユーによる絵画に倣った版画に「困った申し出」と記された。作品は、サンクトペテルブルクのエルミタージュ美術館に所蔵されている。

## 概要
アントワーヌ・ヴァトーは、雅宴画 (フェート・ギャラント=fêtes galantes) と呼ばれる新しい絵画のジャンルを作り出した。豪華な衣装を着けた男女が自然の中で、会話、音楽、舞踏を楽しんでいる絵画である。
19世紀にヴァトーを再発見した文学者たちをとらえたのは、しかし主題以上に作品に表された画家の心の震え、憂鬱であった。キャンバスに描かれた人物たちの何気ない仕草や視線によって、画家の心のうちが繊細に明瞭に語られているのである。同種の作品を描いた他の画家とヴァトーを隔てているのは、他でもないこの表現力である。本作に激しい動きはまったくないが、登場人物の揺れ動く心理が繊細な色彩表現から伝わってくる。
ヴァトーの作品ではしばしばなされたことであるが、画家は作品の準備的なヴァージョンを制作してからかなり後にキャンバスに立ち戻り、肉眼でも見られるほどの変更を行った。本作の分析でも、画家が気に入らなかった初期の絵具層を削除したことが明らかになっている。たとえば、元来、ギターを持つ女性は鑑賞者に背を向けているというよりは、ほぼ横向きで座っていた。元のこの女性のための準備素描は1712年頃と年紀が入っており、ヴァトーが本作の最初のヴァージョンを制作した年であると推測される。
また、本来、ギターを持つ女性の頭上には男性の頭部が描かれており、テラコッタ色のドレスを着て座っている女性はギターを持つ女性の上に描き加えられている。画家は、3年または4年後に再びキャンバスに戻ったに違いないが、その年が1715年または1716年という制作年を裏付けている。
ギターを持つ女性の最終的なヴァージョンに見られるように描かれたもう一点の素描がパリのルーヴル美術館に所蔵されている。他に立っている男性のための素描があり、ニューヨークの個人に所蔵されており、テラコッタ色のドレスを着ている女性の反転した姿の素描がアムステルダム国立美術館に所蔵されている。